# Phymatodes vulneratus
Phymatodes vulneratus là một loài bọ cánh cứng trong họ Cerambycidae.